# Atlantic Conveyor (Schiff, 1970)
Die Atlantic Conveyor war ein britischer Frachter, der im Falklandkrieg verwendet wurde. Das Schiff wurde durch eine Exocet-Rakete versenkt.

## Geschichte

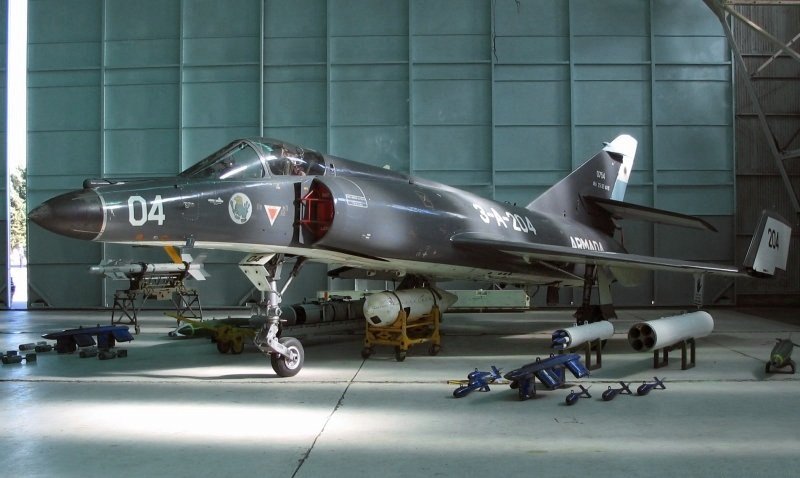
An der Versenkung der Atlantic Conveyor beteiligte Super Étendard

Das Schiff war ein ConRo-Frachter der Cunard Line. Es zählte mit fünf weiteren Schiffen zur ACL G2-Serie, die vom Reedereikonsortium Atlantic Container Lines im Transatlantikdienst beschäftigt wurden.
Zusammen mit seinem Schwesterschiff, der Atlantic Causeway, wurde es vom britischen Verteidigungsministerium zu Beginn des Falklandkrieges requiriert und zum Transport der British Task Force zu den Falklandinseln genutzt. Das Schiff wurde nicht bewaffnet und erhielt auch keine passiven Schutzsysteme.
Am 25. April 1982 verließ das Schiff England in Richtung Ascension mit sechs Westland-Wessex-Helikoptern für die Royal Navy und fünf Chinook-Helikoptern für die Royal Air Force. Auf Ascension lud das Schiff weitere vier Harrier-Senkrechtstarter der Royal Air Force und machte sich auf den Weg in den Südatlantik.
Am 25. Mai 1982 wurde das Schiff von einer Exocet-Rakete getroffen, die von einer argentinischen Dassault Super Étendard abgefeuert wurde. Die Rakete schlug ca. 1,80 Meter über der Wasserlinie ein. Sofort brach ein Feuer aus, welches das ganze Schiff erfasste. Ob die Rakete letztlich explodierte oder ob ihr Treibstoff das Feuer entfachte, ist bis heute unklar. Das Schiff brannte jedoch vollkommen aus und die Navy beschloss, es zu versenken.
Alle Harrier waren bereits entladen worden, aber die Hubschrauber, bis auf einen Chinook und einen Wessex, die gerade in der Luft waren, wurden durch das Feuer zerstört. Durch den Verlust der Hubschrauber waren die britischen Truppen während der Besetzung der Inseln gezwungen, zu Fuß zur Hauptstadt Port Stanley zu marschieren.
Zwölf Männer starben beim Untergang der Atlantic Conveyor, darunter der Kommandant Ian North. Kapitän North wurde postum mit dem Distinguished Service Cross der britischen Streitkräfte ausgezeichnet. Das Schiff war der erste Verlust der Britischen Handelsmarine durch feindliches Feuer seit dem Zweiten Weltkrieg.
Im Rahmen des Protection of Military Remains Acts ist das Wrack (50° 40′ S, 54° 28′ W) als Kriegsgrab unter besonderen Schutz gestellt und darf von Tauchern nur mit Ausnahmegenehmigung erkundet werden.